# Phalacrotophora auranticolor
Phalacrotophora auranticolor är en tvåvingeart som beskrevs av Schmitz 1932. Phalacrotophora auranticolor ingår i släktet Phalacrotophora och familjen puckelflugor. Inga underarter finns listade i Catalogue of Life.